# Astromóvel

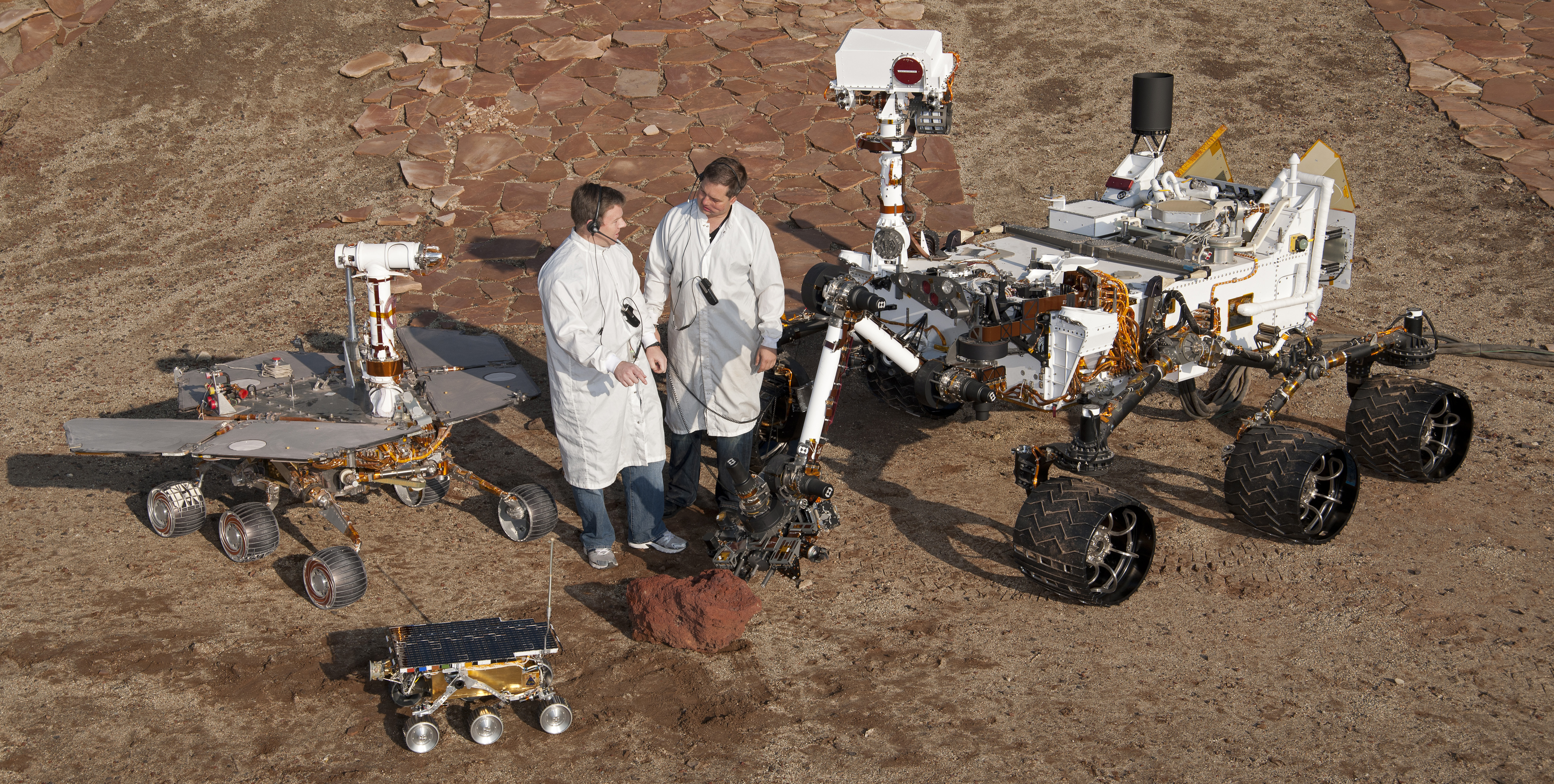
Três "gerações" desse tipo de veículo de exploração espacial que atuaram e/ou atuam em Marte

Astromóvel, rover (em inglês) e rover planetário designam um veículo de exploração espacial projetado para mover-se na superfície de um planeta ou de outro corpo celeste. Alguns deles foram projetados para transportar membros da tripulação de uma missão espacial tripulada; outros são parcial ou totalmente construídos como robôs autônomos. Os veículos geralmente chegam à superfície do planeta de destino em um veículo aterrissador.

## Características
Os veículos são projetados com características de veículos para todo tipo de terreno, e são conduzidos ao seu destino através de espaçonaves do tipo aterrissador. Eles são usados em condições muito diferentes das encontradas na Terra, o que implica algumas características especiais de projeto, tais como: rodas com movimentação e tração independentes além de braços e instrumentos robóticos. São parte fundamental no projeto dos veículos os seguintes requisitos: Prontidão, compacticidade e autonomia.
- O Sojourner.
- O Spirit.
- O Curiosity.

## Lista
| #  | Nome                          | País de origem                              | Lançamento              | Pouso                  | Fim da missão           | Destino | Resultado | Observação |
| -- | ----------------------------- | ------------------------------------------- | ----------------------- | ---------------------- | ----------------------- | ------- | --------- | --- |
| 1  | Lunokhod 1A                   | União das Repúblicas Socialistas Soviéticas | 19 de fevereiro de 1969 |                        | 19 de fevereiro de 1969 | Lua     | Falha     | Explodiu no lançamento.                                                                                                   |
| 2  | Lunokhod 1                    | União das Repúblicas Socialistas Soviéticas | 10 de novembro de 1970  | 17 de novembro de 1970 | 14 de setembro de 1971  | Lua     | Sucesso   | |
| 3  | Rover lunar                   | Estados Unidos                              | 1971-1972               | 1971-1972              | 1971-1972               | Lua     | Sucesso   | Usados nas missões: Apollo 15, Apollo 16 e Apollo 17.                                                                     |
| 4  | Rover Prop-M                  | União das Repúblicas Socialistas Soviéticas | 1971-1972               | 1971-1972              | 1971-1972               | Marte   | Falha     | Usados nas missões: Marte 2 e Marte 3.                                                                                    |
| 5  | Lunokhod 2                    | União das Repúblicas Socialistas Soviéticas | 11 de janeiro de 1973   | 15 de janeiro de 1973  | 11 de maio de 1973      | Lua     | Sucesso   | |
| 6  | Sojourner                     | Estados Unidos                              | 4 de dezembro de 1996   | 4 de julho de 1996     | 27 de setembro de 1997  | Marte   | Sucesso   | |
| 7  | Beagle 2                      | União Europeia                              | 2 de junho de 2003      | 25 de dezembro de 2003 | 25 de dezembro de 2003  | Marte   | Falha     | |
| 8  | Rover Spirit                  | Estados Unidos                              | 10 de junho de 2003     | 4 de janeiro de 2004   | 22 de março de 2010     | Marte   | Sucesso   | |
| 9  | Rover Opportunity             | Estados Unidos                              | 7 de julho de 2003      | 25 de janeiro de 2004  | 13 de fevereiro de 2019 | Marte   | Sucesso   | |
| 10 | Rover Curiosity               | Estados Unidos                              | 26 de novembro de 2011  | 6 de agosto de 2012    | Ainda ativo             | Marte   | Sucesso   | |
| 11 | Yutu                          | China                                       | 1 de dezembro de 2013   | 14 de dezembro de 2013 | 3 de agosto de 2016     | Lua     | Sucesso   | |
| 12 | Rover da missão Chandrayaan-2 | Índia                                       | 22 de julho de 2019     | 6 de setembro de 2019  | Ainda ativo             | Lua     | Sucesso   | |
| 13 | Rover ExoMars                 | União Europeia                              | 2028 (planejado)        |                        |                         | Marte   |           | Devido à guerra na ucrânia a missão foi suspedida. Porém, em maio de 2022, a missão foi planejada para continuar em 2028. |